# Autostrada A5 (Romania)
L'autostrada A5 è un'autostrada pianificata in Romania, destinata a collegare Bucarest con la città di Giurgiu, offrendo un collegamento stradale moderno tra la capitale e il futuro ponte che sarà costruito sul Danubio. Il progetto potrebbe avere implicazioni più ampie, rappresentando la prima sezione di un possibile secondo anello di Bucarest, secondo le dichiarazioni del direttore della Società Nazionale per gli investimenti stradali (CNIR), Gabriel Budescu. Questa nuova società si occuperà del l'attuazione dei grandi progetti stradali in Romania, mentre CNAIR resterà responsabile della gestione e della manutenzione della rete stradale esistente.

## Storia e stato
Lo stato attuale del progetto dell'autostrada A5 è incerto, con una bassa probabilità di iniziare i lavori prima del 2030. Attualmente, la strada nazionale 5 (DN5), che sarebbe stato raddoppiato dalla autostrada, è stata modernizzata nel 2000, diventando una strada con due corsie di movimento per direzione e intersezioni irregolari, ma nessun nastro di emergenza. Inoltre, una nuova autostrada, DN5D, è stata inaugurata nel 2021 per aggirare la città di Giurgiu sul lato est, su una distanza di circa 6 km. Serve esclusivamente come collegamento con il punto di confine di Giurgiu e il ponte di amicizia sul Danubio.
In passato, il nome A5 era associato con l'autostrada Brașov – Bacău (Răcăciuni), pianificata per 162 km. Successivamente, è stato integrato nel progetto di autostrada Sibiu - Brașov, formando insieme l'autostrada A13, con una lunghezza totale di 282 km. Attualmente, la linea A5 è riservata alla futura autostrada Bucarest - Giurgiu.